# Joannes Pieter van Tienhoven
Joannes Pieter van Tienhoven (Amsterdam, 31 december 1876 - Amsterdam, 25 november 1950) was een telg uit het geslacht Van Tienhoven en een Nederlandse bankier. Hij kan gerekend worden tot de invloedrijke Nederlandse bankiers uit de jaren voor de Tweede Wereldoorlog.

## Biografie
Joannes Pieter van Tienhoven werd geboren in Amsterdam op 31 december 1876. Zijn moeder was jonkvrouwe Petronella Cecilia Junius van Hemert (1852-1929). Zijn vader was Mr. Cornelis Hendrikus van Tienhoven (1846-1920), directeur van De Nederlandsche Bank.
Van Tienhoven ging naar het Stedelijk Gymnasium in Amsterdam; daarna studeerde hij aan de Universiteit Utrecht. In 1899 was hij preses van het corps.
In 1904 promoveerde hij tot doctor in de Rechts- en Staatswetenschappen op het proefschrift "De effectenbeurs van Parijs : organisatie". 
Op 9 juni 1904 trouwde Van Tienhoven in Utrecht met Lucile Agnes Helene Baronesse van Lynden (1879-1958). Ze kregen twee zoons. 
In 1913 kocht Van Tienhoven het landgoed De Bilderberg. Hij bouwde er in 1916 een groot buitenhuis ("cottage") naar ontwerp van Adolf Daniël Nicolaas van Gendt. Er werd ook een boswachterswoning met garages aan de oprijlaan gebouwd.
Van Tienhoven werd benoemd tot ridder in de Orde van de Nederlandse Leeuw en tot officier in het Legioen van Eer.
Van Tienhoven overleed op 25 november 1950 te Amsterdam.

## Werk
Een jaar na zijn promotie werd Van Tienhoven directeur van de Bank Huydecoper & van Dielen te Utrecht.  
Van 1910 tot 1924 was Van Tienhoven directeur van de Rotterdamsche Bank. In 1924 en 1925 was hij bij deze bank commissaris.
In 1924 nam hij ontslag. Hij bleef wel voorzitter van de Raad van Bestuur van de Hollandsche Bank voor Zuid-Amerika. In 1933 kwam een fusie tot stand met de Hollandsche Bank voor de Middellandse Zee, waar van Tienhoven eveneens de functie van voorzitter van de Raad van Bestuur bekleedde. De beide instellingen zetten hun bedrijf voort onder de naam Hollandsche Bank-Unie. Van Tienhoven werd voorzitter van de Raad van commissarissen.